# Копетон андійський

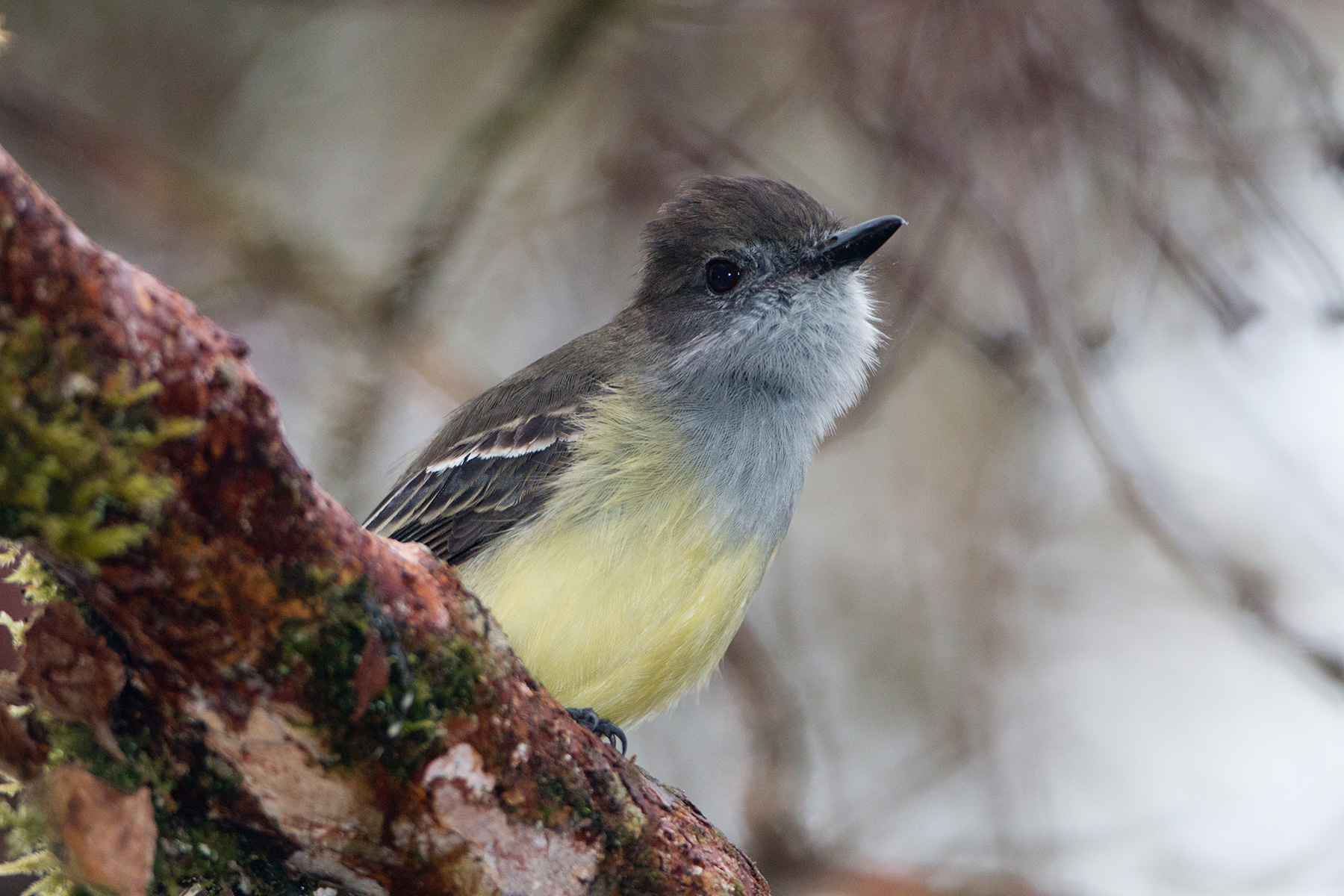
Андійський копетон (Еквадор)

Копето́н андійський (Myiarchus cephalotes) — вид горобцеподібних птахів родини тиранових (Tyrannidae). Мешкає в Південній Америці.

## Підвиди
Виділяють два підвиди:
- M. c. caribbaeus Hellmayr, 1925 — Карибські Анди (Венесуела);
- M. c. cephalotes Taczanowski, 1880 — західна Венесуела, Колумбія, Еквадор, Перу, Болівія.

## Поширення і екологія
Андійські копетони живуть в гірських тропічних лісах Анд на висоті від 800 до 3000 м над рівнем моря.